# Breve (Zeichen)
| ◌˘                         | ◌˘                   |
| Diakritische Zeichen       | Diakritische Zeichen |
| Bezeichnung                | Zeichen              |
| -------------------------- | -------------------- |
| Akut, einfach              | ◌́                    |
| Akut, doppelt              | ◌̋                    |
| Breve, darüber             | ◌̆                    |
| Breve, darunter            | ◌̮                    |
| Cedille, darunter          | ◌̧                    |
| Cedille, darüber           | ◌̒                    |
| Gravis, einfach            | ◌̀                    |
| Gravis, doppelt            | ◌̏                    |
| Haken                      | ◌̉                    |
| Hatschek                   | ◌̌                    |
| Horn                       | ◌̛                    |
| Komma, darunter            | ◌̦                    |
| Koronis                    | ◌̓                    |
| Makron, darüber            | ◌̄                    |
| Makron, darunter           | ◌̱                    |
| Mittelpunkt                | ·                    |
| Ogonek                     | ◌̨                    |
| Punkt, darüber             | ◌̇                    |
| Punkt, darunter            | ◌̣                    |
| Querstrich                 | ◌̶                    |
| Ring, darüber              | ◌̊                    |
| Ring, darunter             | ◌̥                    |
| diakritischer Schrägstrich | ◌̷                    |
| Spiritus asper             | ◌̔                    |
| Spiritus lenis             | ◌̓                    |
| Tilde, darüber             | ◌̃                    |
| Tilde, darunter            | ◌̰                    |
| Trema, darüber             | ◌̈                    |
| Trema, darunter            | ◌̤                    |
| Zirkumflex                 | ◌̂                    |

Das Breve (lateinisch brevis [-e] „kurz“), auch Bogenakzent, auch Brevis oder Kürzezeichen genannt, ist ein diakritisches Zeichen zur Kennzeichnung einer besonderen Aussprache oder Betonung eines Buchstabens. Es ist ein nach oben offener Bogen (ein weites u) über dem Buchstaben. Im Gegensatz zum ähnlich aussehenden Hatschek ist es rund, nicht spitz.

## Anwendung
In Lateinschrift wird es unter anderem zur Schreibung des Türkischen, Rumänischen, Vietnamesischen und Esperanto verwendet, auch z. B. in der Lateinschreibung des belarussischen (Łacinka), sowie bei einem Romanisierungssystem für das Koreanische.
Es findet sich auch in verschiedenen kyrillischen Alphabeten.

### Internationales Phonetisches Alphabet
Das Kürzezeichen des Internationalen Phonetischen Alphabets (IPA) zeigt an, dass der dargestellte Laut besonders kurz ausgesprochen werden muss.
Seine IPA-Nummer ist 505, die Unicode-Standard-Nummer (UCS) als kombinierendes Zeichen lautet U+0306 (dezimal 774).
Beispiele für die Verwendung des Kürzezeichens in IPA ist das englische Wort police: [pə̆ˈliˑs].

### Rumänisch
Im Rumänischen kommt es über dem a vor und bezeichnet dort die Aussprache als Schwa [ə].

### Türkisch
Im Türkischen kommt es nur über dem G vor und kennzeichnet das weiche G (yumuşak ge), das zwischen Vokalen fast nicht gesprochen wird (Halbverschlusslaut) und am Wortende den Vokal davor dehnt.

### Esperanto
Im Esperanto wird es nur über dem U verwendet (Ŭ, ŭ) und deutet an, dass dieses U keine eigene Silbe bildet, sondern als Halbvokal auszusprechen ist (wie W in Englisch water; nur vereinzelt, z. B. in Ŭato Vato „[James] Watt“) oder zu einem Diphthong (aŭ, eŭ) gehört (vergleiche deutsche Beispiele: Auster (Diphthong) ↔ Eliteuni [eu kein Diphtong]).

### Łacinka
In der Łacinka findet es sich nur über dem U (Ŭ, ŭ) und entspricht dem ў des belarussischen kyrillischen Alphabetes. Ausgesprochen wird es wie das w in englisch wood, bzw. wie das polnische ł.

### Vietnamesisch
Im Vietnamesischen wird das A mit Breve (Ă, ă) als von A verschiedener Vokal verwendet und kurz /a/ gesprochen. Da alle Vokale dieser Sprache zusätzlich mit einem der fünf Tonzeichen versehen werden können, ergeben sich zusätzlich die Zeichen Ằằ, Ắắ, Ẳẳ, Ẵẵ und Ặặ.

### Koreanisch
In nach McCune-Reischauer romanisierten koreanischen Wörtern steht ŭ für den geschriebenen Hangeul-Vokal, und zwar unabhängig von dessen jeweiliger tatsächlicher Aussprache. Der Buchstabe ŏ steht für den Lautwert des Hangeul-Vokals ㅓ. Im Gegensatz zum ŭ wird ŏ nur geschrieben, wenn tatsächlich diese Aussprache vorliegt, also bei der Romanisierung von ㅓ (= ŏ) und ㅕ (= yŏ), nicht aber bei der der Digraphen ㅔ (= e) und ㅖ (= ye). Siehe auch: McCune-Reischauer-Sonderzeichen.

### Deutsch

Alphabet der Kurrentschrift. Das kleine u trägt ein Breve.

Auf Landkarten wird der Namensbestandteil -burg gelegentlich -b̆g. (mit mittig über b und g gesetztem Breve) abgekürzt, um es von -berg (-bg.) zu unterscheiden.
- Beispiel: Radeb̆g. steht für Radeburg, Radebg. für Radeberg.

In gebrochenen Schreibschriften (Kurrent, Sütterlin etc.) wurde das u mit einem Breve versehen, da der Mittelbau von u und n gleich aussah.

### Kyrillisches Alphabet
Im kyrillischen Alphabet des Russischen, Ukrainischen, Bulgarischen und anderer Sprachen wird das i mit Breve (Й, й) für den Halbvokal j verwendet, meistens in Diphthongen (ай, ой etc.), selten in anderen Positionen (russisch йога „Joga“).
Außerdem wird es im belarussischen Alphabet beim Buchstaben Ў,ў und in der kyrillischen usbekischen Schrift verwendet (entspricht dem O' o' in der usbekischen Sprache verwendet).

## Darstellung auf dem Computer

### Zeichensätze
Im Zeichensatz ASCII kommt das Breve nicht vor. In den Zeichensätzen der ISO 8859-Familie kommen ausgewählte Zeichen mit Breve vor, ISO 8859-2 enthält Ăă.
Unicode enthält weitere fertig zusammengesetzte Zeichen mit Breve und kann beliebige Zeichen mit Breve durch Nachstellen eines kombinierenden Breves (U+0306) darstellen.
| Zeichen | Name                                | Alt-Code   | Unicode | Zeichennummer |
| ------- | ----------------------------------- | ---------- | ------- | ------------- |
| ˘       | Breve                               | Alt + 0728 | 02D8    | &#728;        |
| ◌̆       | Kombinierendes Breve                | Alt + 0774 | 0306    | &#774;        |
| Ă       | Großes A mit Breve                  | Alt + 0258 | 0102    | &#258;        |
| ă       | Kleines a mit Breve                 | Alt + 0259 | 0103    | &#259;        |
| Ắ       | Großes A mit Breve und Akut         | Alt + 7854 | 1EAE    | &#7854;       |
| ắ       | Kleines a mit Breve und Akut        | Alt + 7855 | 1EAF    | &#7855;       |
| Ằ       | Großes A mit Breve und Gravis       | Alt + 7856 | 1EB0    | &#7856;       |
| ằ       | Kleines a mit Breve und Gravis      | Alt + 7857 | 1EB1    | &#7857;       |
| Ẳ       | Großes A mit Breve und Haken oben   | Alt + 7858 | 1EB2    | &#7858;       |
| ẳ       | Kleines a mit Breve und Haken oben  | Alt + 7859 | 1EB3    | &#7859;       |
| Ẵ       | Großes A mit Breve und Tilde        | Alt + 7860 | 1EB4    | &#7860;       |
| ẵ       | Kleines a mit Breve und Tilde       | Alt + 7861 | 1EB5    | &#7861;       |
| Ặ       | Großes A mit Breve und Punkt unten  | Alt + 7862 | 1EB6    | &#7862;       |
| ặ       | Kleines a mit Breve und Punkt unten | Alt + 7863 | 1EB7    | &#7863;       |
| Ĕ       | Großes E mit Breve                  | Alt + 0276 | 0114    | &#276;        |
| ĕ       | Kleines e mit Breve                 | Alt + 0277 | 0115    | &#277;        |
| Ğ       | Großes G mit Breve                  | Alt + 0286 | 011E    | &#286;        |
| ğ       | Kleines g mit Breve                 | Alt + 0287 | 011F    | &#287;        |
| Ĭ       | Großes I mit Breve                  | Alt + 0300 | 012C    | &#300;        |
| ĭ       | Kleines i mit Breve                 | Alt + 0301 | 012D    | &#301;        |
| Ŏ       | Großes O mit Breve                  | Alt + 0334 | 014E    | &#334;        |
| ŏ       | Kleines o mit Breve                 | Alt + 0335 | 014F    | &#335;        |
| Ŭ       | Großes U mit Breve                  | Alt + 0364 | 016C    | &#364;        |
| ŭ       | Kleines u mit Breve                 | Alt + 0365 | 016D    | &#365;        |

### TeX und LaTeX
TeX und LaTeX können beliebige Zeichen mit Breve darstellen. Es gibt dazu zwei verschiedene Befehle
- im Textmodus für den Textsatz erzeugt \u a oder \u{a} ein ă
- im mathematischen Modus für den Formelsatz erzeugt \breve a die Formel {\displaystyle {\breve {a}}}.
- beim Buchstaben ĭ verwendet man ein i ohne i-Punkt, welches im Textmodus durch \i erzeugt wird, im Mathematikmodus durch \imath. Im Textmodus schreibt man also \u{\i}, im mathematischen Modus \breve\imath: {\displaystyle {\breve {\imath }}}.

### Eingabe
Mit der deutschen Standard-Tastaturbelegung E1 und deren Vorgängerfassung T2 wird das Zeichen als Alt Gr + u eingegeben. Diese Kombination wirkt als Tottaste, das heißt, sie ist vor dem Grundbuchstaben einzugeben.
Mit Hilfe der Compose-Taste kann ein Breve, zum Beispiel unter Linux, durch die Kombination eines B mit dem gewünschten Buchstaben erzielt werden. Beispielsweise ergibt Compose + (⇧ Shift b) + a ein ă.